# Scopiorinus nigridens
Scopiorinus nigridens är en insektsart som först beskrevs av Carl Stål 1875.  Scopiorinus nigridens ingår i släktet Scopiorinus och familjen vårtbitare. Inga underarter finns listade i Catalogue of Life.